# Oroszország debreceni főkonzulátusa
Oroszország debreceni főkonzulátusa (oroszul: Генеральное консульство Российской Федерации в Дебрецене) 1980-ban nyílt konzuli képviselet Debrecenben. A főkonzul 2017 óta Dmitrij Baranov.

## Története
A főkonzulátust még a Szovjetunió nyitotta 1980. március 4-én. A képviseletet 1998-ban Oroszország anyagi okok miatt bezárta - ugyanekkor Lengyelországban, Németországban és Bulgáriában is bezáratták a konzulátusokat. Az akkori főkonzul július 2-án utazott haza. Még ugyanabban az évben komolyan felmerült, hogy Debrecen városa megvásárolja a volt főkonzulátusi épület et és ott az amerikai nagykövetség nyit irodát. Ez azonban akkor nem valósult meg, az amerikaiak csak 2006-ban nyitották meg Amerikai Kuckó néven az irodájukat és nem a konzulátusi épületben, hanem a Méliusz Juhász Péter Megyei Könyvtár Bem téri épületében. Magyarország 2001-ben vízumkényszert vezetett be Oroszországgal szemben - erre a schengeni egyezményhez való csatlakozásunk miatt volt szükség, melynek ez a lépés volt az egyik feltétele. A vízumkényszert 2001 június 2-án vezették be, a főkonzulátus még azon a nyáron ismét megnyílt.

## A főkonzulátus hatásköre
A konzuli kerület Hajdú-Bihar, Szabolcs-Szatmár-Bereg, Borsod-Abaúj-Zemplén, Békés, Heves, Csongrád és Jász-Nagykun-Szolnok megyékre terjed ki.